# 冈镇
冈镇（法語：Gan，法語發音：[ɡɑ̃]）是法国大西洋比利牛斯省的一个市镇，位于该省东部，属于波城区，也是波城城市公共社区的一部分。

## 地理
冈镇（43°13'43"N, 0°23'15"W）面积39.62 平方千米，位于法国新阿基坦大区大西洋比利牛斯省，该省份为法国东南部省份，涵盖了贝阿恩与北巴斯克，西临大西洋比斯開灣，北至朗德省，东北接热尔省，东临上比利牛斯省，南与西班牙接壤。
与冈镇接壤的市镇（或旧市镇、城区）包括：博斯达罗斯、比济、热洛斯、瑞朗松、拉瑟布、拉瑟布塔、雷贝纳克、圣福斯特、比济耶。

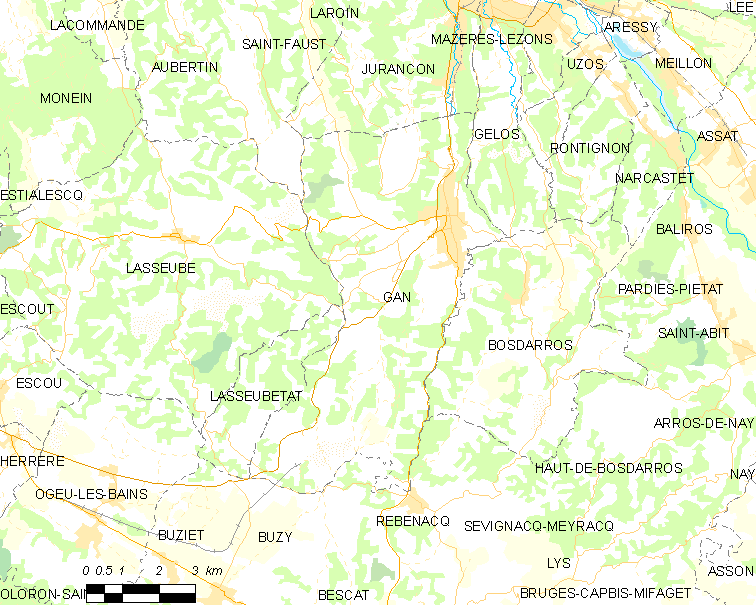
冈镇的OSM定位图

冈镇的时区为UTC+01:00、UTC+02:00（夏令时）。

## 行政
冈镇的邮政编码为64290，INSEE市镇编码为64230。

## 政治
冈镇所属的省级选区为乌佐姆河、激流与内兹河岸县。

## 人口

1962-2008年间冈镇人口变化图示

冈镇于2022年1月1日时的人口数量为5649人。